# Polis (stad)

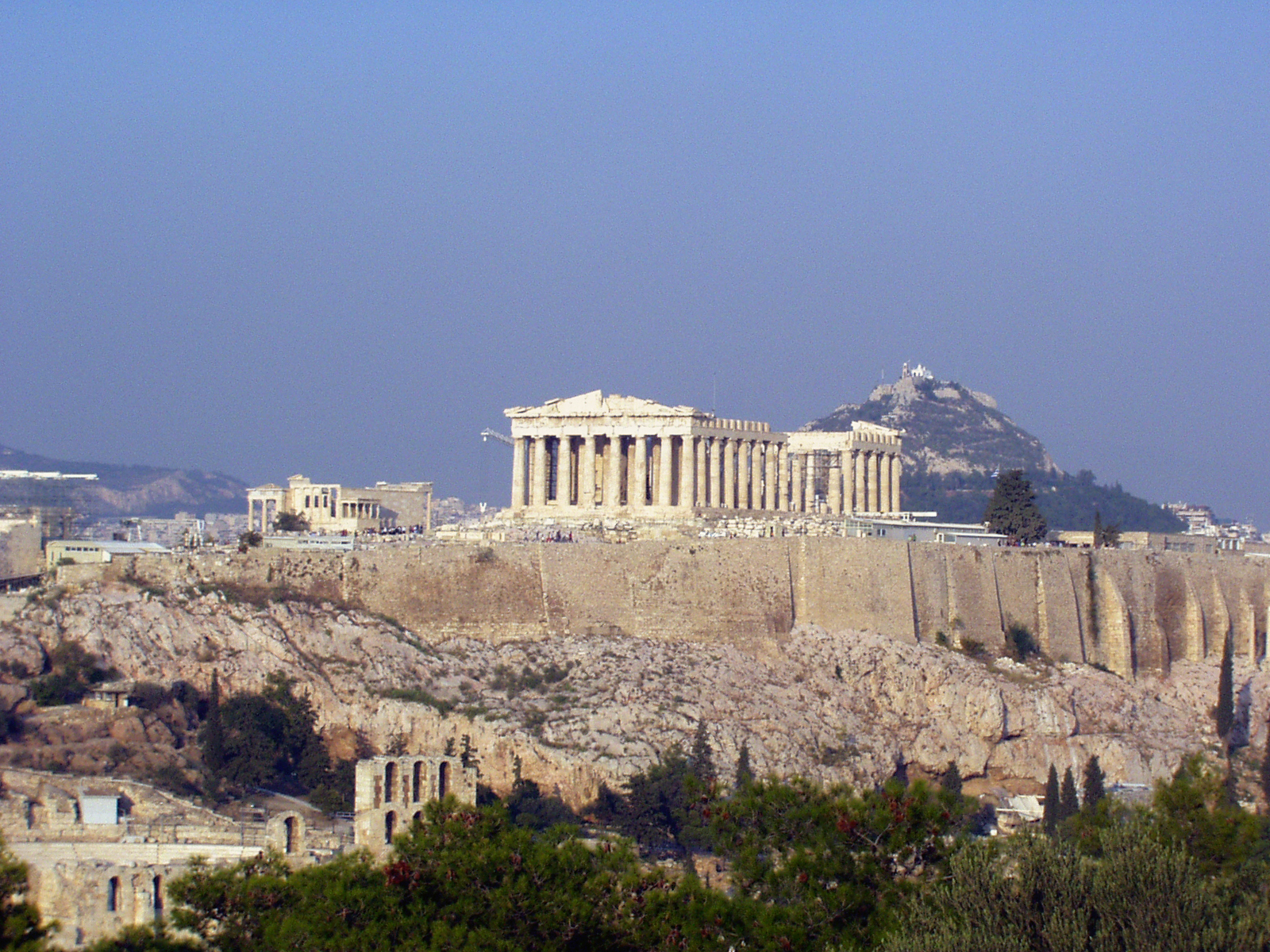
Akropolis van Athene

Polis, meervoud πόλεις, poleis, Oudgrieks: πόλις, pólis, oorspronkelijk: burcht, is een zelfstandig naamwoord, door de Grieken gebruikt voor zowel een socio-politiek gegeven, een socio-geografisch gegeven, als voor een burcht, de oorspronkelijke betekenis. Deze drie kunnen in het Oudgrieks worden weergegeven: κοινωνία, koinônía, burgergemeenschap, ἄστυ, ástu, stad, en ἀκρόπολις, akrópolis, burcht.
Hoewel polis soms met 'stadstaat' wordt vertaald, kan men zich er hierdoor een verkeerd beeld van vormen doordat stadstaten vooral wordt met de Italiaanse stadstaten geassocieerd, zoals Venetië of Genua. Het is daarom beter om verwarring te voorkomen om polis onvertaald te laten.
Deze staatsvorm ontstond door de stabielere situatie in het oude Griekenland na de troebelen rond 1000 v.Chr. Door de betrekkelijke vrede die heerste, de onderlinge handel en bevolkingstoename werd het noodzakelijk om een beter georganiseerde staatsvorm te ontwikkelen dan de toenmalige op familiebanden gebaseerde maatschappij.

## Ontstaan
De eerste poleis ontstonden aan de kust van Anatolië, Klein-Azie, het huidige Turkije, waar de Griekse kolonisten zich tussen 800 en 500 v.Chr. rond een stedelijke kern gingen concentreren om zich beter te kunnen verdedigen tegen eventuele aanvallen van autochtonen. Dit is te verklaren uit de geografische verscheidenheid van de kust van Anatolië en het oude Griekenland, dat door de bergachtige omgeving berg en inhammen in kleine, natuurlijke gebieden was opgesplitst. Door deze geografische verscheidenheid groeiden verschillende nederzettingen, die dicht bij elkaar lagen, tot een stedelijk centrum aaneen. Deze kolonies noemde men apoikiai. Een polis ontstond soms ook door een geplande aaneensluiting van nederzettingen tot een politieke eenheid, een synoikismos genaamd.
In de hellenistische periode (323–30 v.Chr.) stichtten de hellenistische basileis in hun rijken verscheidene poleis die ze naar henzelf of familieleden noemden. De Griekse invloed, het hellenisme werd zo in het hele oude Griekenland in de hand gewerkt.

## Poleis

### Griekenland
Er waren een groot aantal poleis in het oude Griekenland. De bekendste poleis waren Athene, Sparta, Korinthe, Thebe, Argos, Delphi, Olympia, Syracuse, Pergamon en Milete. Later zou ook Rhodos een belangrijke polis worden. Door het Copenhagen Polis Centre zijn er in totaal 1035 Griekse poleis, die in de loop van de geschiedenis hebben bestaan, zij het niet allemaal tegelijkertijd, geregistreerd.

### Fenicië
De Fenicische poleis waren in Fenicië zelf meestal monarchaal van bestuur en gericht op handel. De Fenicische kolonies gingen echter - net zoals de Griekse - experimenteren en de Fenicische kolonie Carthago kende dan ook geen monarchie, maar een oligarchische republiek geleid door suffeten.

### Italië
De Italische poleis, waar de Etruskische en Latijnse naast de Griekse kolonies in Zuid-Italië en op Sicilië de voornaamste rol in speelden, konden zich in tegenstelling tot hun Griekse soortgenoten wel beter ontwikkelen op gebied van zelfvoorziening. Dit kwam doordat het vlakkere Italië beter geschikt was voor landbouw. Hierdoor groeide de bevolking ook sneller en begonnen onder andere de Romeinen aan gebiedsuitbreiding.
De Romeinse visie op de polis was meer gefocust op de gedachte van een staat en staatsinrichting die de gemeenschap oversteeg, terwijl de Griekse poleis meer focusten op de gemeenschap die de polis voor hen was. Hierdoor was de staatsinrichting van de Romeinen ook minder onderhevig aan verandering dan die in de Griekse poleis, omdat zij haar staatsinrichting als iets essentieel voor de polis zag.

## Kenmerken van een polis
Een polis was weinig uitgestrekt, waarbij het grootste deel werd ingenomen door het platteland en haar dorpen, χώρα, chôra, gebied. De stedelijke kern, ἄστυ, ástu, stad, ontwikkelde zich rond een gemakkelijk te verdedigen punt, zoals de Akropolis van Athene.

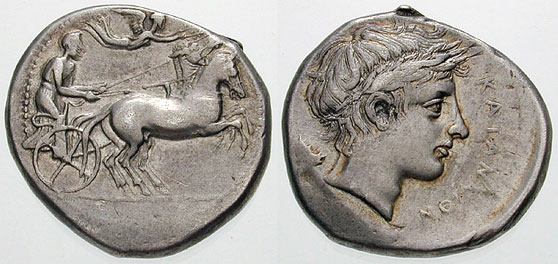
Tetradrachme uit Katane, Sicilië, omstreeks 435-425 v.Chr.
links: wagenmenner in een quadriga en een Nikè die een krans boven de paarden houdt
rechts: gelauwerd hoofd van Apollo en opschrift: ΚΑΤΑΝΑΙΩΝ, van de Kataniërs

De polis was een exclusieve en autonome gemeenschap gevormd door haar burgers, κοινωνία των πολιτων, koinônía tôn politôn, gemeenschap van burgers, waarbij de klemtoon lag op burgers en niet-burgers. Zo kende men in Sparta de spartiaten of homoioi, gelijken, die volwaardige Spartaanse burgers waren, de perioiken, omwonenden, die vrije niet-burgers waren en ten slotte de heloten, slaven, de onvrije niet-burgers. De homoioi en perioiken vormden tezamen 'de staat van de Lacedaimoniërs'.
Dat de burgers de polis vormden, blijkt uit de munten die niet de plaatsnaam, maar de naam van de burgers, bijvoorbeeld '(staat van de) Lacedaimoniërs' vermeldden. Zowel de cultus van de polis-goden als de mythen rond de legendarische stichter van de polis en de culten en spelen ter ere van deze, moesten de cohesie binnen de gemeenschap versterken. Daarnaast waren de wetten, νόμοι, nómoi, in het oud-Griekse recht een belangrijk bindmiddel om geschillen binnen de gemeenschap te beslechten. Het bewaren en versterken van deze cohesie was een voortdurende taak van de polis en de vele culten en spelen zijn hier dan ook een uiting van.
Een polis vormde een onlosmakelijk geheel van de stad, de astu en haar territorium, de chora, die de ruimte vormde die voor haar burgers was bedoeld. Deze ruimte kan worden ingedeeld in een stedelijke omgeving, de agora of akropolis vergelijk het met het forum en het Capitolium, en een rurale omgeving met gecultiveerde en braakliggende gronden, waarbinnen heiligdommen lagen in het astu, de chora en op de grenzen van de polis.
Elke polis streefde naar twee zaken: onafhankelijkheid, ἐλευθερία, eleuthería, van andere poleis en dat hun soevereiniteit, αὐτόνομία, autónomía, door andere poleis werd erkend. Dit streven uitte zich in de verschillende doelen waar een polis naar streefde:

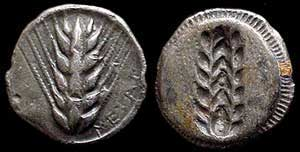
munt uit Metapontion, Lucanië omstreeks 530-510 v.Chr. met voor de polis haar voornaamste bron van rijkdom: gerst.

1. Een polis streefde ernaar zijn eigen politeia, πολιτεία, politeía, staatsregeling, te kiezen zonder inmenging van andere mogendheden. Een polis kon een monarchie[6] zijn of een aristocratische, oligarchische, plutarchische[7] of democratische regeringsvorm hebben.
2. Een polis streefde naar autarkeia,[8] hoewel men daarin in het onvruchtbare Griekenland slechts zelden volledig in slaagde. Vaak moest de polis een deel van haar voedselvoorziening elders halen.
3. Een polis streefde naar een autonome rechtsorde. Dit blijkt uit het aantal juryrechtbanken die in vele poleis voorkwam.
4. Een polis streefde ernaar haar eigen munten te slaan, indien ze over goud of zilver kon beschikken. Een munt diende onder meer voor de naamsbekendheid van de polis door haar beschermgod, het symbool van haar hoofdactiviteit of haar naam, bijvoorbeeld 'van de Kataniërs' zoals in de afbeelding hierboven af te beelden.
5. Een polis streefde ernaar de integriteit van het territorium te bewaren. Ze duldde dan ook geen permanente vertegenwoordiger van een andere macht op haar bodem en liet zich de aanwezigheid van een garnizoen opdringen.

Hoewel niet elke poleis erin slaagde al deze doelen te bereiken, probeerden ze het toch. Een polis kon haar territorium worden ontnomen, maar zolang de gemeenschap van burgers bleef bestaan, kon de polis die later weer terugkrijgen. Zelfs wanneer een polis haar autonomia had verloren of een vreemde macht op haar territorium moest dulden bleef ze streven om deze autonomia te herwinnen, zoals gebeurde tijdens het regime van de Dertig Tirannen.
Hoewel het moeilijk is exacte cijfers te geven voor de omvang van het territorium en het inwoneraantal van een gemiddelde polis, schat een recente studie de omvang tussen vijftig en honderd km² en het inwoneraantal tussen 2500 tot 4500 voor een gemiddelde polis. Men moet er wel rekening mee houden dat die cijfers voor atypische poleis als Athene, dat heel Attica bestreek, of Sparta, dat verschillende streken in de Peloponnesos beheerste, hoger lagen. De kleinschaligheid van de gemiddelde polis had zowel voor- als nadelen: zo bleef de staat overzichtelijk door haar kleinschaligheid, maar waren er ook meer interne twisten.

## Sociale indelingen in de poleis
In de verschillende poleis bestond een sociale geleding die ten dele was gebaseerd op het onderscheid tussen burgers en niet-burgers, maar ook op dat tussen vrijen en onvrijen. In sommige poleis bestonden er speciale sociale groepen, die alleen in die poleis voorkwamen. We kunnen deze voor de Griekse poleis ruwweg opsplitsen in een Ionische en een Dorische sociale indeling.

### Ionische sociale indelingen
De Ionische sociale indelingen kennen drie grote groepen: politai, burgers, metoikoi, medebewoners, en slaven. Vrouwen en kinderen tellen niet mee in deze sociale indeling.

#### Politai
Politai, Oudgrieks: πολῖται, polĩtai, enkelvoud πολίτης, polítês, burgers, waren de vrije onafhankelijke mannelijke inwoners van de polis. Aristoteles geeft een engere definitie van polites:

πολίτης δ' ἁπλῶς οὐδενὶ τῶν ἄλλων ὁρίζεται μᾶλλον ἢ τῷ μετέχειν κρίσεως καὶ ἀρχῆς.
(Een burger is niet anders te definiëren dan als iemand die deelneemt aan de rechtspraak en in het bestuur. 

Aristoteles, Politika. III 1275a 20.)

Niet iedere vrije onafhankelijke mannelijke inwoner van de polis kon deelnemen aan de rechtspraak en het bestuur. Het kwam vaak voor, zoals in oligarchieën, dat maar een klein aantal van hen politieke rechten bezaten. De vrije inwoners bezaten desalniettemin toch alle andere rechten van een burger, afgezien van politieke.

### Metoikoi
Metoikoi of metoiken, Oudgrieks: μετοίκοι, metoíkoi, medebewoners, waren in verschillende poleis, zoals Athene, residerende vreemdelingen die een eigen status hadden verworven en tot op zekere hoogte in de stedelijke gemeenschap ingeburgerd waren. Toch hadden ze als metoik bijvoorbeeld niet het recht om een huis te bezitten of zelf voor de rechtbank te spreken, bijvoorbeeld Lysias, waarvoor ze zich moesten laten bijstaan door een prostates, Oudgrieks: προστάτης, prostátês, plaatsvervanger of volburger, maar ze moesten wel in het leger of op de trières dienen, verblijfstaks, Oudgrieks: μετοίκιον, metoíkion, betalen en net zoals andere vreemdelingen een belasting, Oudgrieks: ξενικά, xeniká, om handel te mogen drijven op de agora. Ze werden door hun prostates ingeschreven in de deme waar ze verbleven. Omdat bevrijde slaven ook als metoiken werden beschouwd, waren hun prostatai hun vroegere meesters.

#### Slaven

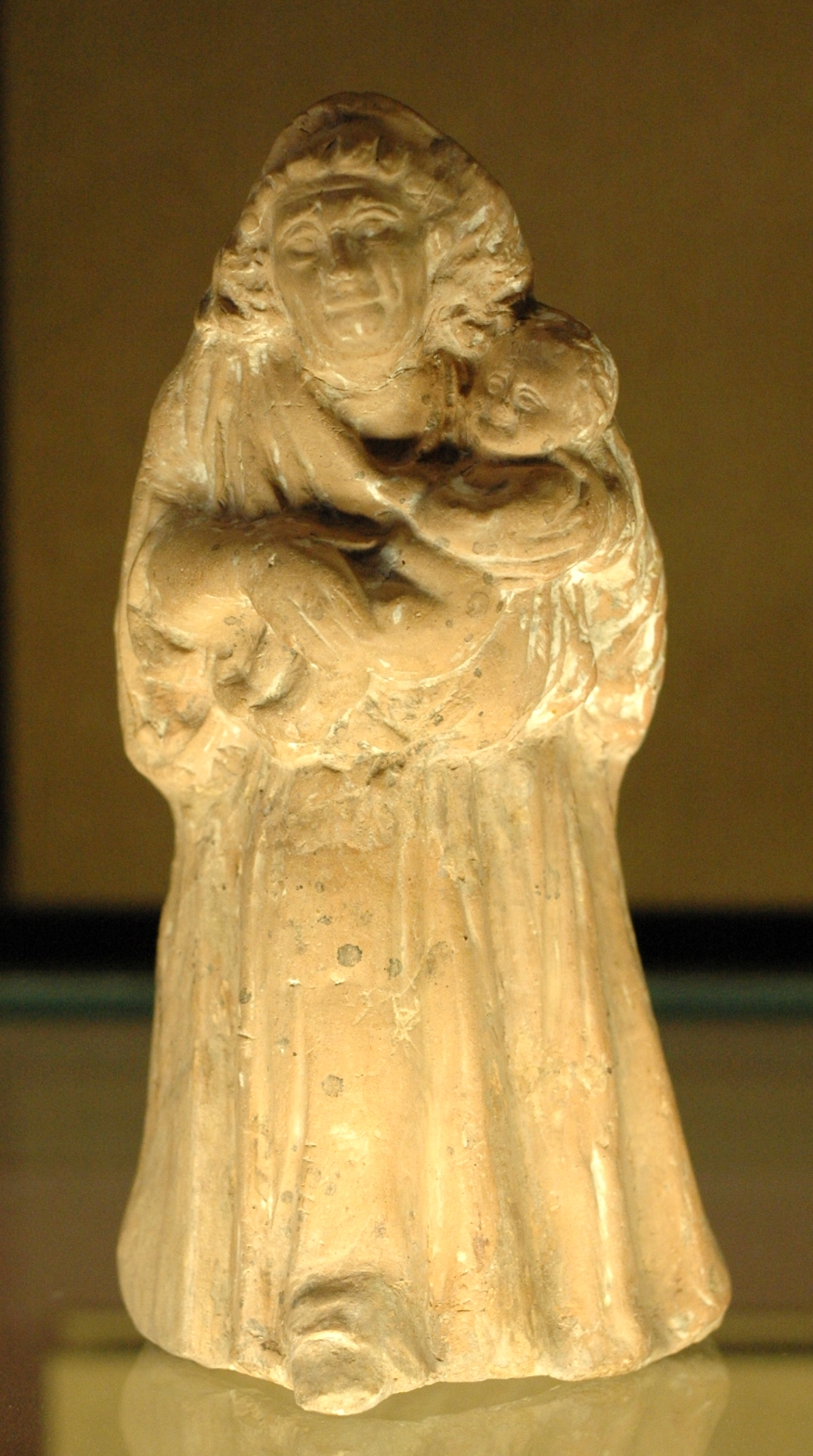
Oude slavenvrouw en voedster houdt een boorling vast
terracotta, mogelijk uit Tanagra en gemaakt in Attica, omstreeks 325–300 v.Chr.
Louvre

Slaven waren zeer gewoon in een polis en namen veel van de taken van de burgers over. Ze maakten geen deel van de polis uit, maar zorgden er wel voor dat de polis goed functioneerde. Slaven waren vaak persoonlijk eigendom van een burger, maar soms huurde de polis ook slaven in om staatseigendom uit te baten zoals mijnen. Daarnaast waren er ook poleis die staatsslavernij kenden.
Hoewel men zou vermoeden dat de Griekse poleis, waarvan de landbouwgrond toch meestal arm was, zich zouden toeleggen op het verbeteren van de landbouwtechnieken, bleef vernieuwing uit omdat de goedkope arbeid van de slaven een verbetering van de landbouwtechnieken afremde. Als het wat moeizamer ging, kon men immers meer slaven inzetten.

### Dorische sociale indeling
De Dorische maatschappij kon in vier groepen worden opgedeeld: spartiaten  of homoioi, gelijken, dat waren zij met burgerrecht, hypomeiones, minderen, zij die hun burgerlijke voorrechten hadden verloren, perioikoi, omwonenden, en helotes, staatsslaven, die bestonden ook buiten Sparta onder een andere naam. Vrouwen en kinderen telden in de sociale indeling niet mee, hoewel ze in sommige Dorische poleis, onder meer in Sparta, actief aan het sociale leven deelnamen.

#### Spartiaten
Spartiaten of homoioi, Oudgrieks: ὅμοιοι, gelijken, waren de sociale en politieke elite van de Spartaanse samenleving. Zij waren niet de enige Spartaanse burgers: ook de perioiken en de hypomeiones, verarmde homoioi met een minder sociaal statuut, maakten deel uit van de 'staat van de Lakedaïmoniërs' die de polis Sparta was. De voorwaarden om homoioi te zijn waren zoon te zijn van homoioi, een Spartaanse opvoeding te hebben genoten, ouder dan 30 jaar te zijn en aan de syssitia mee te doen, gezamenlijke maaltijden van mannen, waar men aan moest meebetalen.
Er werden ook op het Dorische Kreta dergelijk gezamenlijke maaltijden voor mannen georganiseerd. Deze kwamen in grote mate overeen met die in Sparta. Kenmerkend was het gezamenlijke aspect van deze maaltijden, die de verbondenheid tussen de volwaardige burgers moest versterken. Bovendien werden tijdens deze syssitiai gesprekken gevoerd over politiek, iets wat in de meeste Dorische poleis in de volksvergaderingen niet gebeurde. Aldus vingen de syssitiai dit gemis op.

#### Hypomeiones
Hypomeiones, Oudgrieks: ὑπομείονες, hypomeíones, minderen, waren in het antieke Sparta van de klassieke periode, van de 4e eeuw v.Chr. en later, de 'mindere' Spartaanse homoioi, die verarmd waren en daardoor, bijvoorbeeld ook na de verkoop van de klaros, Oudgrieks: κλῆρος, klêros, erfgoed, niet meer aan de syssitia, konden deelnemen.

#### Perioikoi
Perioikoi of perioiken, Oudgrieks: περίοικοι, períoikoi, omwonenden, waren inwoners in verschillende poleis die geen politieke rechten bezaten, maar wel bepaalde plichten, onder andere militaire. We treffen perioiken aan in onder meer Argolis, Elis, Thessalië, maar vooral in Sparta. Ze vormden in Sparta vormden met de homoioi en de hypomeiones de politikon Lakedaimoniôn, de polis van de Lakedaïmoniërs. Zij waren het ook die aan handel, nijverheid en scheepvaart deden in de polis, beroepen die voor de homoioi waren verboden.

#### Neodameis
Neodameis, Oudgrieks: νεοδάμεις, neodàmeis, nieuwe burgers, waren slaven die het burgerrecht hadden verkregen nadat ze in het leger hadden en gediend zo een burger werden met politieke rechten. Ze werden echter toch nog vooral in het leger gebruikt en vooral tijdens de Peloponnesische Oorlog ingezet, maar dat werd alleen in Sparta zo gedaan.

#### Heloten en consorten
Heloten, Oudgrieks: Εἵλωτες, Heílôtes, waren staatslaven in Sparta die aan de homoioi ter beschikking werden gesteld om hun stuk staatsgrond, Oudgrieks: κλῆρος, klêros, te bewerken, terwijl deze op veldtocht waren. Alleen de staat zelf kon heloten vrijlaten. Deze vorm van staatslavernij lijkt typisch geweest te zijn voor sommige, vaak Dorische poleis, want ook elders zijn er dergelijke slaven geweest: penestes, Πενέστης', Penéstês, in Thessalië, klarotes, mnoites, amphamiotes en oikeis, in Gortys.

## Vreemdelingen in de poleis
Niet iedere burger bleef in zijn eigen polis, velen trokken door Griekenland van polis naar polis. Sommigen zouden zich zelfs voor korte of langere tijd vestigen in deze polis. Men kende in de vroegste tijden alleen de religieuze plicht van de xenia, gastvriendschap, tussen bevriende oikoi, huizen. Hierbij was het de xenos, gastvriend die de vreemdeling in zijn eigen polis ontving, voor diens onderdak zorgde en hem voorzag in andere levensmiddelen.
Omdat niet iedere reiziger kon genieten van deze xenia sloten poleis met burgers van andere poleis een soort overeenkomst: de proxenia. De proxenos was dan degene die ervoor zorgde dat de burgers van de polis waarvan hij proxenos was zonder problemen in de polis konden verblijven.

## Vrouwen in de poleis

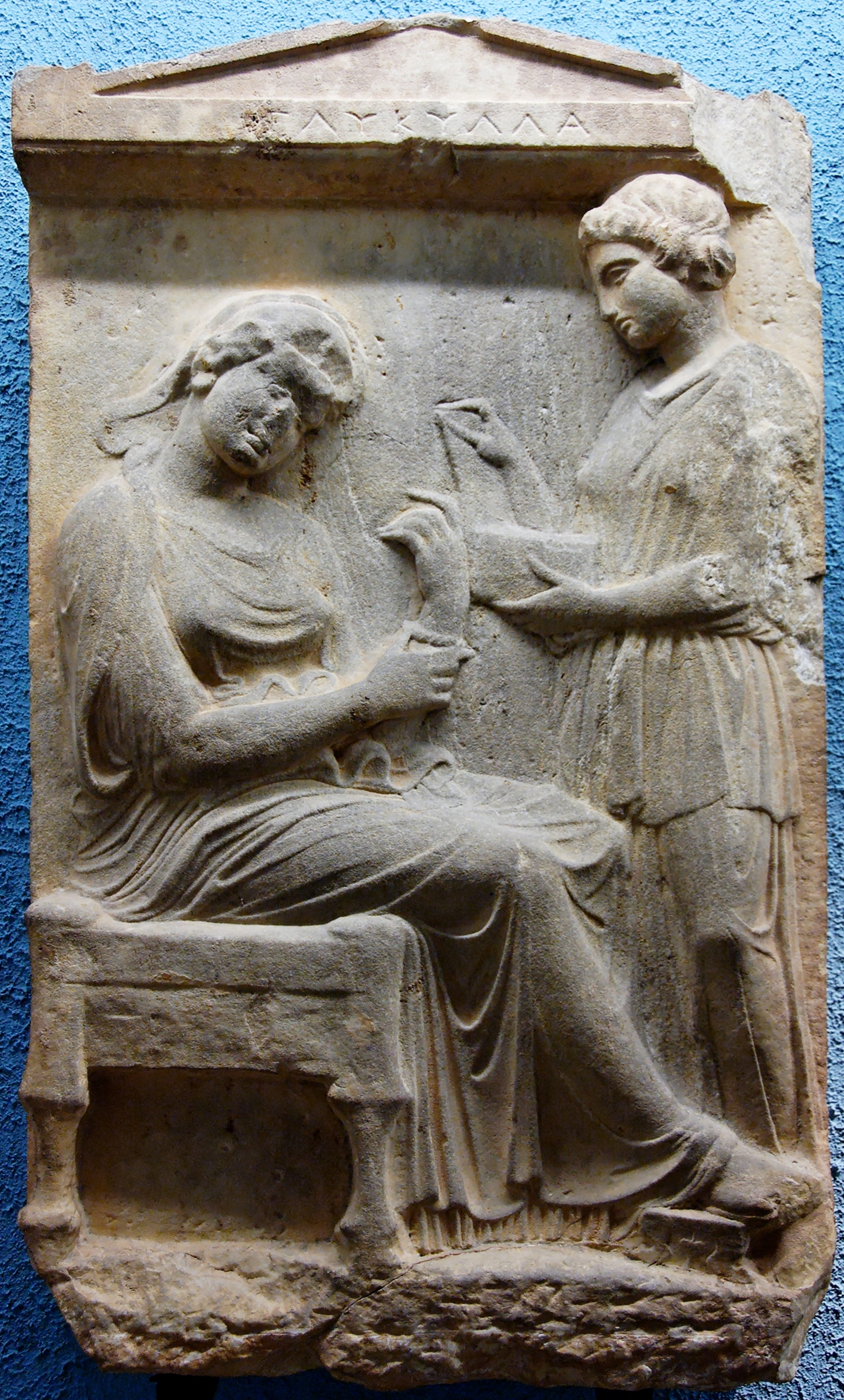
Zittende vrouw past haar armband aan terwijl haar jonge slaaf een mand opent
grafstèle met de naam Glykylla
omstreeks 430–410 v.Chr., vermoedelijk Thebe
British Museum

De positie van vrouwen in poleis verschilde van polis tot polis. Ze genoten in sommige poleis een aanzienlijke vrijheid, onder andere in Sparta, terwijl ze in andere hun vrijheid zagen ingeperkt, onder andere in Athene, hoewel in de gemiddelde polis hun vrijheid noch helemaal onbeperkt noch serieus ingeperkt was. Het hing van de situatie in de maatschappij af.
Het was de taak van de vrouw om de oikos, het huishouden te beheren, dus het toezicht te houden over de slaven.

## De politeia van de polis
De politeia, de staatsregeling, van een polis kenmerkte de hele samenleving. Het was dan ook belangrijk dat deze politeia goed functioneerde. Als een politeia niet goed meer functioneerde, werd deze politeia vaak vervangen door een nieuwe of grondig hervormd. Het kiezen van een politeia voor de polis ging dan ook niet altijd even vreedzaam. Het kwam soms zelfs tot een heuse stasis, revolutie, die de politeia kon omgooien.

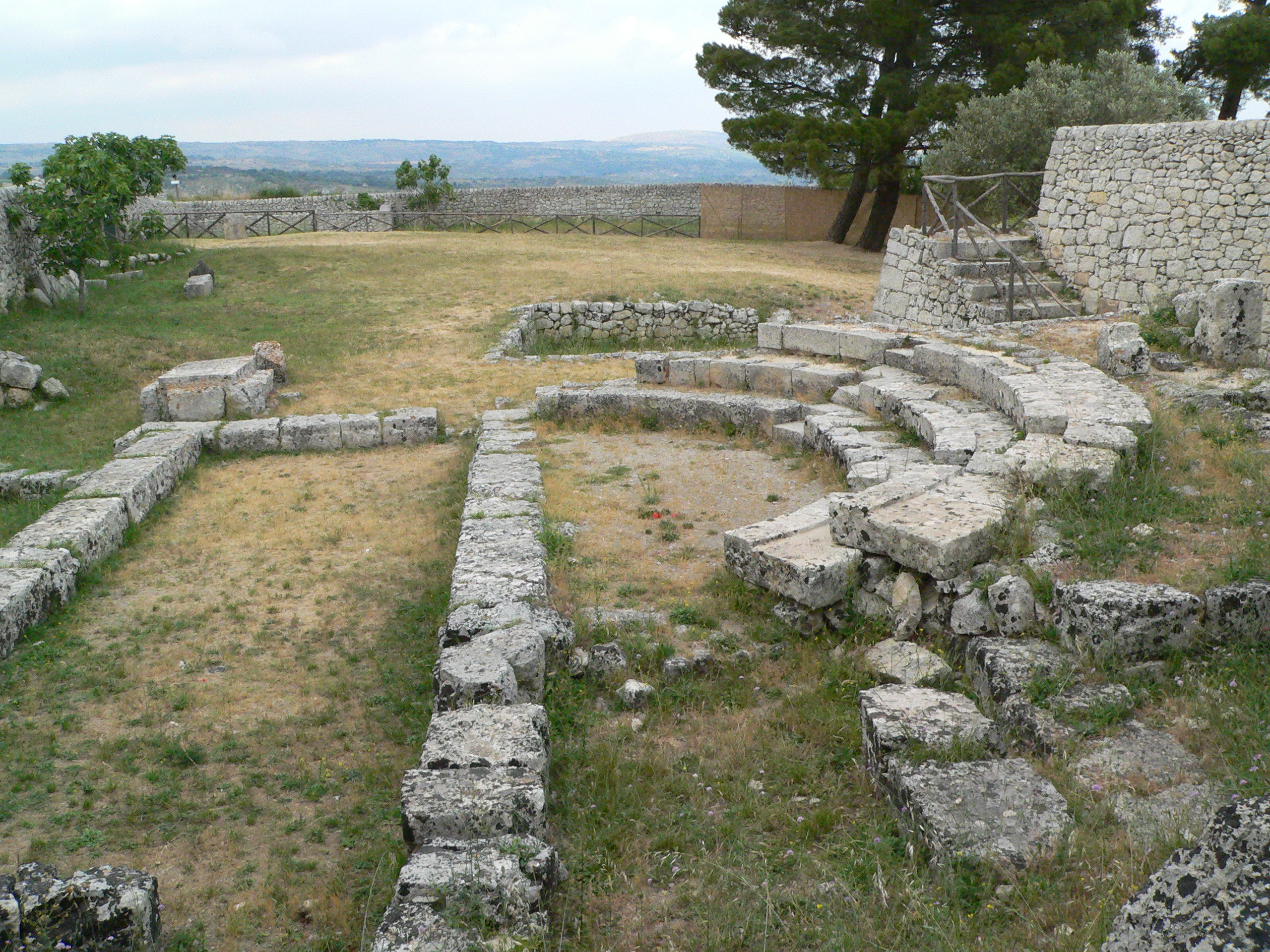
Ruïnes van het bouleuterion in Akrai

De instellingen van een polis kunnen worden opgedeeld in drie groepen:
- volksvergadering: bijvoorbeeld ekklèsia, apella, comitia,
- raad of raden: bijvoorbeeld areopaag aristocratisch, gerousia oligarchisch, boulè democratisch, senatus aristocratisch
- ambtenaren: archont, prytaan, ephoor, consul.

Terwijl de volksvergadering samenkwam op de agora of het forum, vergaderden de raden in aparte gebouwen zoals het bouleuterion of de curia. Afhankelijk van de gekozen politeia, dus monarchie, aristocratie, oligarchie of democratie, bezat een van deze drie groepen, koningen onder ambtenaren gerekend, het overwicht op de andere twee. Zo kreeg in het democratische Athene de ekklèsia het overwicht en was er ook een interne verschuiving van de macht onder de raden, waarbij de boulè, de oud-magistraten, de bevoegdheden van de areopaag, de aristocraten naar zich toetrok.

## De voedselvoorziening van de polis

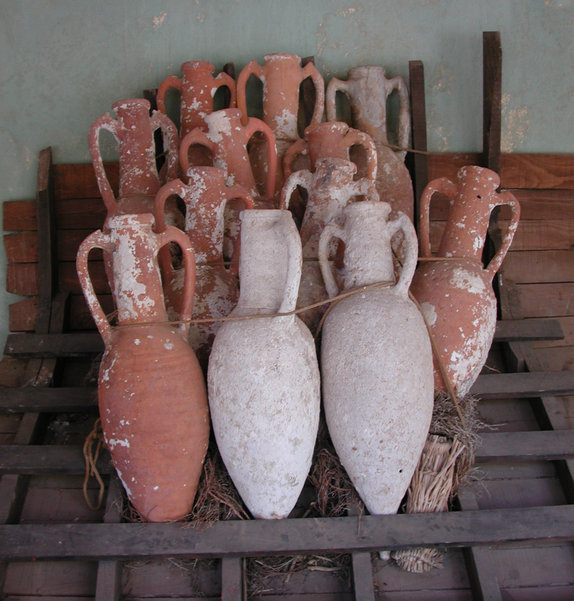
verzameling amphorae uit Klein-Azië

De voedselvoorziening van de polis vormde voor de meeste poleis een constante moeilijkheid, omdat in het onvruchtbare Griekenland slechts weinigen er volledig in slaagden om zelfvoorzienend te zijn. Vaak moest de polis een deel van haar voedselvoorziening elders halen. Men moest dus graan importeren uit vruchtbaardere streken om de Middellandse Zee. Dit graan werd, net zoals olie en wijn die de belangrijkste exportproducten waren van Griekenland, in amforen bewaard. Door handel te drijven, slaagden de Griekse poleis erin het hoofd boven water te houden. Wanneer de bevolking zo groot was dat niet in de levensbehoefte van iedereen kon worden voorzien, werd er vaak overgegaan tot kolonisatie.

## De munten van de polis

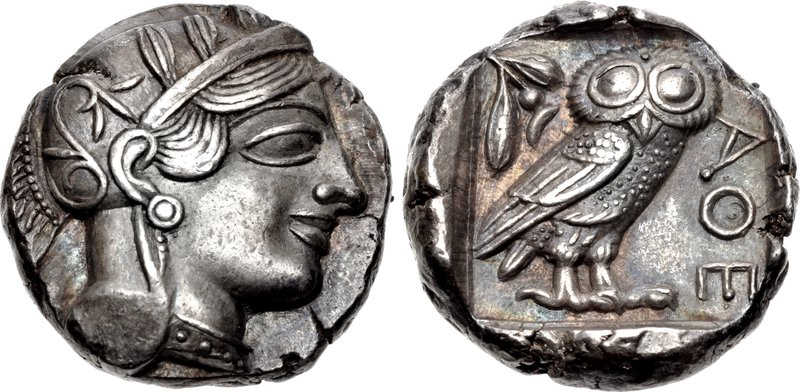
Zilveren Attische tetradrachme van na 449 v.Chr.
links: Athena met helm
rechts: olijftak, uil en het opschrift: ΑΘΕ

Het slaan van munten was voor een polis zeer belangrijk, omdat het een bevestiging was van haar autonomia en eleutheria, vrijheid. Bovendien was het uitstekende propaganda voor de polis, omdat de munten - zoals eerder al is aangehaald - de naam van de polis afbeeldt, samen met het symbool van hoofdactiviteit en/of haar beschermgod.
Hoewel munten van de verschillende poleis oorspronkelijk van elkaar verschilden in gewicht, zouden er stilaan twee standaarden ontstaan, namelijk de Attische en de Aeginetische standaard. Dat het belang van het zelf munten van geld, blijkt uit het feit dat het decreet van Klearchos (449/448 of 422/421 v.Chr.) nogal hard aankwam bij de leden van de eerste Attische-Delische Zeebond. Het verbood hen om eigen zilveren munten te slaan en verplichtte hen om hun munten naar Athene te brengen om ze om te smelten tot Attische munten met het opschrift Athenaion, 'van de Atheners', die voortaan de enige zilveren munten waren die door de leden van de bond mochten worden gebruikt. Daarnaast werd hen ook de Attische gewichten en maten opgelegd. Dit was een ernstige inbreuk op de autonomia van de leden en de bond zou dan ook niet lang meer stand houden.

## De verdediging van de polis
De verdediging van de polis was meestal in handen van haar burgers, maar kon ook worden uitbesteed. Zoals gezegd, was het voor de polis belangrijk om de integriteit van haar grondgebied te bewaren. Toch kon het gebeuren dat men grondgebied prijsgaf aan de vijand, voor een strategische terugtrekking op de akropolis.

### Hoplieten

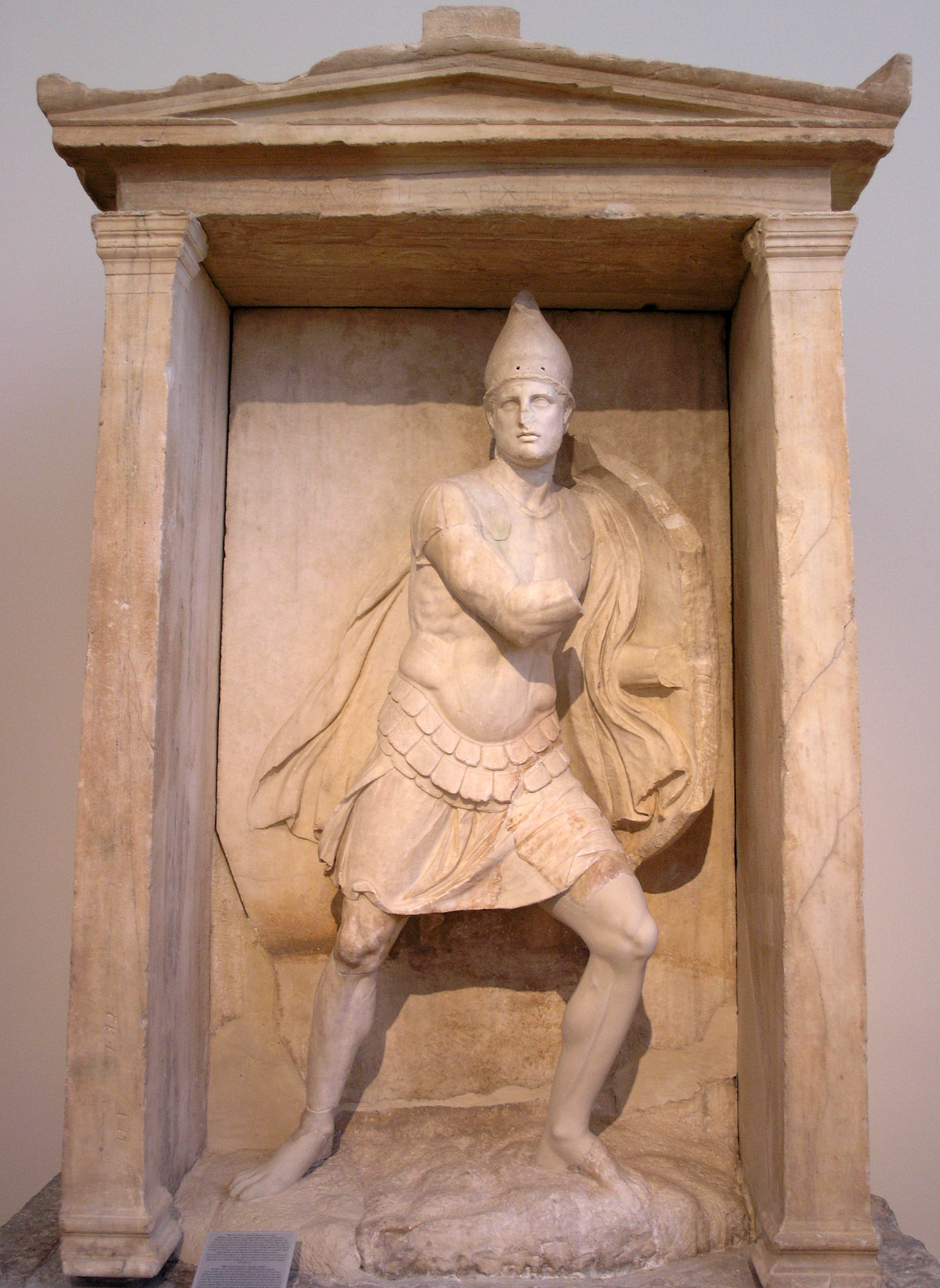
Graf-naiskos van een jonge Atheense soldaat, Aristonautes, zoon van Archenautes, van de deme Halai, in volle panoplia
omstreeks 350–325 v.Chr.

Een belangrijk recht van een burger van de polis was het recht om de polis als hopliet te verdedigen. Alleen polites mochten als hopliet in falanx ten strijde trekken tegen de vijand. Een panoplia, Oudgrieks: πανοπλία, panoplía, was duur en kon dus alleen door de gegoede burgers worden aangeschaft. Maar zelden werd een deel van de panoplia door de polis zelf voorzien, zoals een aantal schilden die door de 
polis waren aangekocht. Een panoplia kostte ongeveer drie mina of 300 drachmes.
Door een evolutie in bepaalde poleis verminderde de band met de polis, waardoor sommige burgers niet langer bereid waren zelf hun leven te wagen voor hun polis. Ze lieten zich liever een bijdrage betalen om als huurlingen mee op het slagveld strijd te leveren.

### Peltasten
De peltast, Oudgrieks: πελταστής, pelastês, meervoud πελτασται, peltastai, was de lichte infanterist bij uitstek. Van Thracische oorsprong, werden op den duur ook niet-Thracische peltasten ingezet door de Atheense veldheer Iphikrates bij de slag bij Lechaeum. Ze waren populair als huurlingen.
De burgers die een uitrusting als hopliet of peltast niet konden bekostigen werden slingeraars, andere lichte infanterie of bemanden de trières.

## Overige
- Andere staatsvormen kwamen voor in Ethnos en Koinon (Bondsstaat) (Aetolië, Akarnanië, Phokis, Boeotië, Arkadië, Achaea en Elis).
- Lijst van oud-Griekse steden